# Jan Niklas Wimberg
Jan Niklas Wimberg (* 11. Februar 1996 in Oldenburg) ist ein deutscher Basketballspieler. Er steht beim Bundesligisten Hamburg Towers unter Vertrag. Wimberg misst 2,07 Meter und kommt als Flügelspieler zum Einsatz.

## Vereinslaufbahn
Wimberg erlernte das Basketballspielen beim Oldenburger TB. Er durchlief die Jugendabteilung des Vereins. Nach der Saison 2009/10 in der Jugend-Basketball-Bundesliga wurde er als „Rookie des Jahres“ ausgezeichnet. 2013 erhielt er den Roland-Geggus-Preis als „Rookie des Jahres“ in der Nachwuchs-Basketball-Bundesliga. Im September 2010 wurde er zum „Children of the World Camp“ nach Istanbul eingeladen, das vom türkischen Basketball-Verband und vom Weltverband FIBA im Rahmen der Weltmeisterschaft veranstaltet wurde. Im April 2012 nahm der Oldenburger am „Jordan Brand Classic International Game“ teil und erzielte in 15 Minuten Spielzeit jeweils zwei Punkte und Rebounds und blockte drei Würfe.
In der Saison 2012/13 kam Wimberg erstmals in der Männermannschaft der Spielgemeinschaft aus Baskets Akademie Weser-Ems und Oldenburger TB in der Pro B zum Einsatz. 2014 und 2015 wurde er mit der Baskets Akademie Weser-Ems/Oldenburger TB jeweils Meister der 2. Bundesliga Pro B, in beiden Fällen verzichtete die Mannschaft aber auf den Aufstieg in die Pro A. Am 25. Oktober 2014 feierte Wimberg seinen Bundesliga-Einstand und kam in der Partie der EWE Baskets Oldenburg gegen Phoenix Hagen erstmals in der Basketball-Bundesliga zum Einsatz.
Im Sommer 2017 verließ er Oldenburg und wechselte zum Bundesliga-Neuling Oettinger Rockets. Er bestritt 26 Bundesliga-Partien für die Thüringer und erzielte einen Punkteschnitt von 4,7 je Begegnung. Am Ende der Saison stieg er mit der Mannschaft aus der ersten Liga ab. Im Juli 2018 wurde er von den Eisbären Bremerhaven unter Vertrag genommen. Auch mit den Eisbären musste er den Bundesliga-Abstieg hinnehmen, Wimberg bestritt für die Eisbären im Verlauf der Saison 2018/19 31 Ligaspiele und verbuchte 4,2 Punkte je Partie. In der Sommerpause 2019 wurde er vom Zweitligisten Niners Chemnitz verpflichtet. Mit 25 Siegen und zwei Niederlagen führten Wimberg und die Chemnitzer die Tabelle an, als die Saison 2019/20 im März 2020 wegen des Coronavirus SARS-CoV-2 vorzeitig beendet wurde und Chemnitz das Bundesliga-Aufstiegsrecht zugesprochen bekam. Er hatte im Saisonverlauf im Durchschnitt 10,5 Punkte je Begegnung erzielt. Nach dem Aufstieg war Wimberg ebenfalls Stammspieler bei den Sachsen. In der Saison 2020/21 erzielte er im Schnitt 8,6 Punkte je Begegnung und 2021/22 6,4.
Im Juli 2022 vermeldete der FC Bayern München Wimbergs Verpflichtung. Am 19. Februar 2023 gewann Wimberg mit München den deutschen Pokalwettbewerb. Im Endspiel traf er mit dem FC Bayern München auf seinen Heimatverein EWE Baskets Oldenburg und erzielte acht Punkte in 17:33 Minuten Spielzeit. In der Saison 2023/24 gewann er unter Trainer Pablo Laso mit dem FC Bayern ebenfalls den deutschen Meistertitel sowie zusätzlich den Pokalwettbewerb.
Wimberg wechselte im Sommer 2024 innerhalb der Bundesliga zu den Hamburg Towers. In der Vorbereitung auf das Spieljahr 2024/25 erlitt Wimberg einen Knochenbruch im linken Bein.

## Nationalmannschaftslaufbahn
2010 wurde Wimberg erstmals in die U15-Auswahl des Deutschen Basketball Bundes berufen. 2011 und 2012 nahm er an U16-Europameisterschaften sowie 2013 und 2014 an U18-Europameisterschaften teil. Im Sommer 2016 erreichte er mit der deutschen U20-Auswahl den vierten Rang bei der EM in Finnland und war im Turnierverlauf den statistischen Werten zufolge der effektivste Spieler der deutschen Mannschaft. Im Sommer 2017 wurde er erstmals ins Aufgebot der deutschen A2-Nationalmannschaft berufen. 2019 wurde er mit der A2-Auswahl bei der Sommeruniversiade in Neapel Fünfter. Er wurde Anfang 2020 für das erste Qualifikationsfenster für die Basketball-Europameisterschaft 2021 in die deutsche Basketballnationalmannschaft berufen. Er debütierte bei der 73:81-Niederlage gegen die britische Basketballnationalmannschaft am 24. Februar 2020. Wimberg stand bei den 2021 ausgetragenen Olympischen Sommerspielen 2020 im Aufgebot der deutschen Mannschaft und brachte es in Tokio bei zwei Einsätzen auf 1,5 Punkte je Begegnung.

## Erfolge und Auszeichnungen
- Deutscher Meister: 2024
- Deutscher Pokalsieger: 2023, 2024

## Sonstiges
Im Sommer 2024 wurde Wimberg einer von zwei geschäftsführenden Gesellschaftern der Betriebsgesellschaft der Herrenmannschaft der BG Leitershofen/Stadtbergen (Kangaroos Basketball GmbH).